# 찰스 E. 풀러
찰스 에드워드 풀러 (Charles Edward Fuller, 1887년 4월 25일 – 1968년 3월 18일)는 미국의 기독교 성직자이며 라디오 복음전도자이다. 그는 라디오방송 전도자로서 명성을 쌓았고 1947년 파사데나에 풀러 신학교를 헤롤드 옥켄가와 설립하였다. 포모나 칼리지를 졸업하였다. 그의 아들 다니엘 풀러도 이 학교의 교장을 하였다.